# Halbergerhütte
Die Halbergerhütte war ein großer, traditionsreicher Eisenhüttenbetrieb in der Blütezeit der Schwerindustrie. An den beiden Standorten Saarbrücken und Ludwigshafen am Rhein stellte das Unternehmen Produkte aus duktilem Gusseisen für den Rohrleitungsbau und für die Automobilindustrie her.

## Geschichte

Nachguss einer alten Kaminplatte

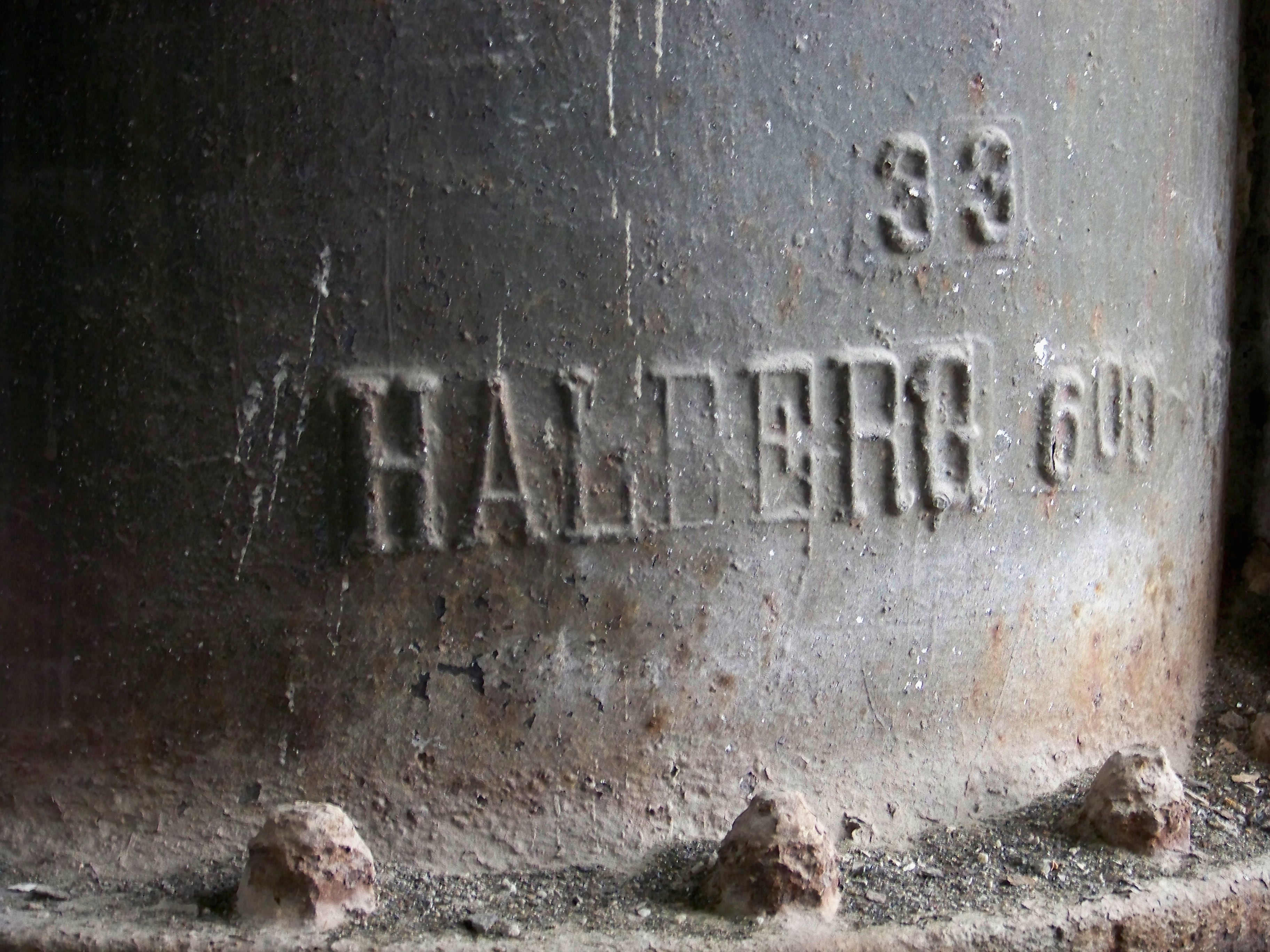
Halbergrohr im ECW-Wasserturm in Eilenburg

1756 wurde unter Fürst Wilhelm Heinrich von Nassau-Saarbrücken das Schmelz- und Hammerwerk Halberger Werck erbaut. Der Standort am südlichen Fuß des Halbergs, beim Dorf Brebach, damals rund 5 km außerhalb der Stadt gelegen, gehört heute zur Stadt Saarbrücken. Zwei Standortfaktoren, die auch den anderen saarländischen Eisenhüttenbetrieben zugutekamen, begünstigten die weitere Entwicklung im 19. Jahrhundert:
- Der Abbau von Steinkohle im Saar-Nahe-Becken.
- Die Eisenerzvorkommen in Lothringen. Mit rund 30 % Eisengehalt ist dieses Minette-Erz nicht besonders reichhaltig und durch den hohen Phosphorgehalt schwer zu verhütten, enthält aber reichlich Kalk, der ohnehin als Beigabe im Hochofen benötigt wird.

Ende der 1860er Jahre spezialisiert sich das Werk auf Rohrleitungen und verwandte Produkte wie Verbindungen und Abdeckungen. 1868–1869 entstehen Hochöfen und ein erster Kupolofen. Ab 1895 werden die Rohre in senkrecht stehenden, rotierenden Gießformen aus gebackenem Sand, in der sogenannten Karusselltechnik, gegossen.
1919 schließt sich die Halbergerhütte mit der französischen Pont-à-Mousson-Firmengruppe zu einer Interessengemeinschaft zusammen.
1929–1931 wird die Produktion auf Schleuderguss mit horizontaler Drehachse umgestellt.
1941 kauft die Halbergerhütte von den Gebr. Sulzer eine Maschinenfabrik in Ludwigshafen am Rhein zur Produktion von Pumpen und Dampfmaschinen mit angeschlossener Gießerei und bringt sie als Halberg Maschinenbau und Gießerei AG in die Unternehmensstruktur ein. Im Jahr 1948 wird sie in eine GmbH umgewandelt.
1958 wird eine Technik eingeführt, um das normalerweise spröde Gusseisen duktil, das heißt kalt verformbar, zu machen: Im Induktionsofen wird der Schmelze Magnesium hinzugefügt. Der im Eisen eingeschlossene Kohlenstoff verläuft normalerweise in Form von Lamellen. Entlang dieser Schwachstellen bricht das Eisen leicht. Die Magnesiumbeigabe bewirkt, dass sich der Kohlenstoff stattdessen in winzigen Kügelchen zusammenballt (Gusseisen mit Kugelgraphit).
1970 fusioniert die Firma Pont-à-Mousson mit dem Saint-Gobain-Konzern und bringt ihre Mehrheitsbeteiligung an der Halbergerhütte in die Fusion ein. 1971 wird die Halberg Maschinenbau GmbH mit Sitz in Ludwigshafen vom Unternehmen Sterling Fluid Systems übernommen. 1972 kauft Saint-Gobain die restlichen Anteile an der Halbergerhütte auf. 1977 zählt die Halbergerhütte rund 4300 Mitarbeiter.

## Heutige Unternehmen

### Gusswerke Saarbrücken
1988 wurde die Automobilguss-Produktion mit damals 2500 Mitarbeitern in eine eigenständige Tochterfirma, die Halberg-Guss GmbH, ausgegliedert. Diese Tochterfirma wurde 1992 von Saint-Gobain an die französische Firmengruppe Valois verkauft.
Im September 2009 meldete die Halberg-Guss-Gruppe Insolvenz an.
Im April 2011 gab der niederländische Konzern HTP bekannt, die insolvente Halberg-Guss zu übernehmen. Damit verbunden waren finanzielle Zugeständnisse der Arbeitnehmer. Nach mehreren Eigentümerwechseln firmierte das Unternehmen als Gusswerke Saarbrücken. 
Im September 2019 meldete das Unternehmen erneut Insolvenz an und verkündete Anfang Juni 2020 die endgültige Schließung des Werkes zum Monatsende.

### Saint-Gobain PAM Deutschland

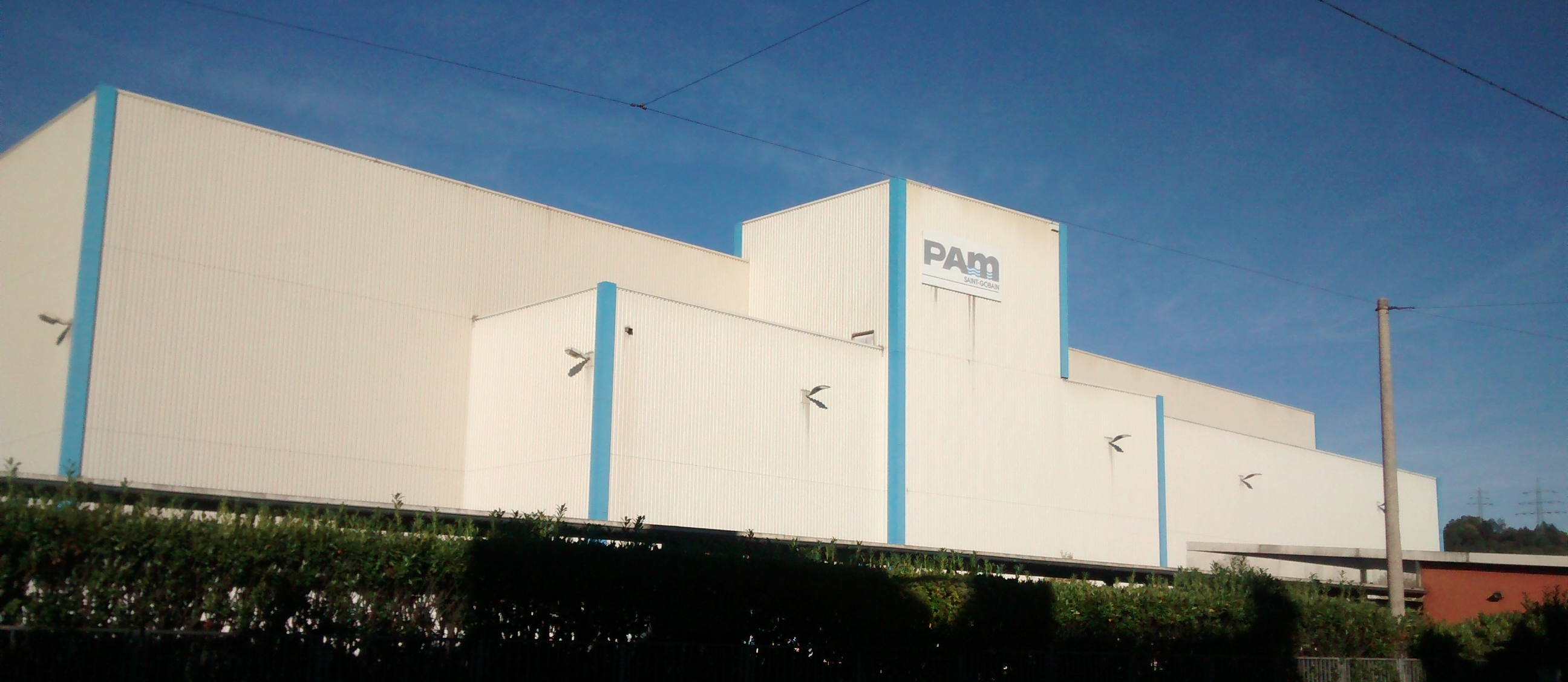
Standort von Saint-Gobain in Brebach-Fechingen

Die Produktion von Rohrleitungen und Armaturen verblieb nach der Ausgliederung von Halberg-Guss in der Saint-Gobain Gussrohr, die 1999 auch die Rohrleitungsaktivitäten der Thyssen-Gruppe, den Schalker Verein in Gelsenkirchen übernahm. 
Der bei Saint-Gobain verbliebene Unternehmensteil firmiert seit 2009 als Saint-Gobain PAM Deutschland GmbH und produzierte noch bis Oktober 2019 in Brebach-Fechingen Rohre aus duktilem Gusseisen.